# Schietpartij in Lekki, Lagos (2020)

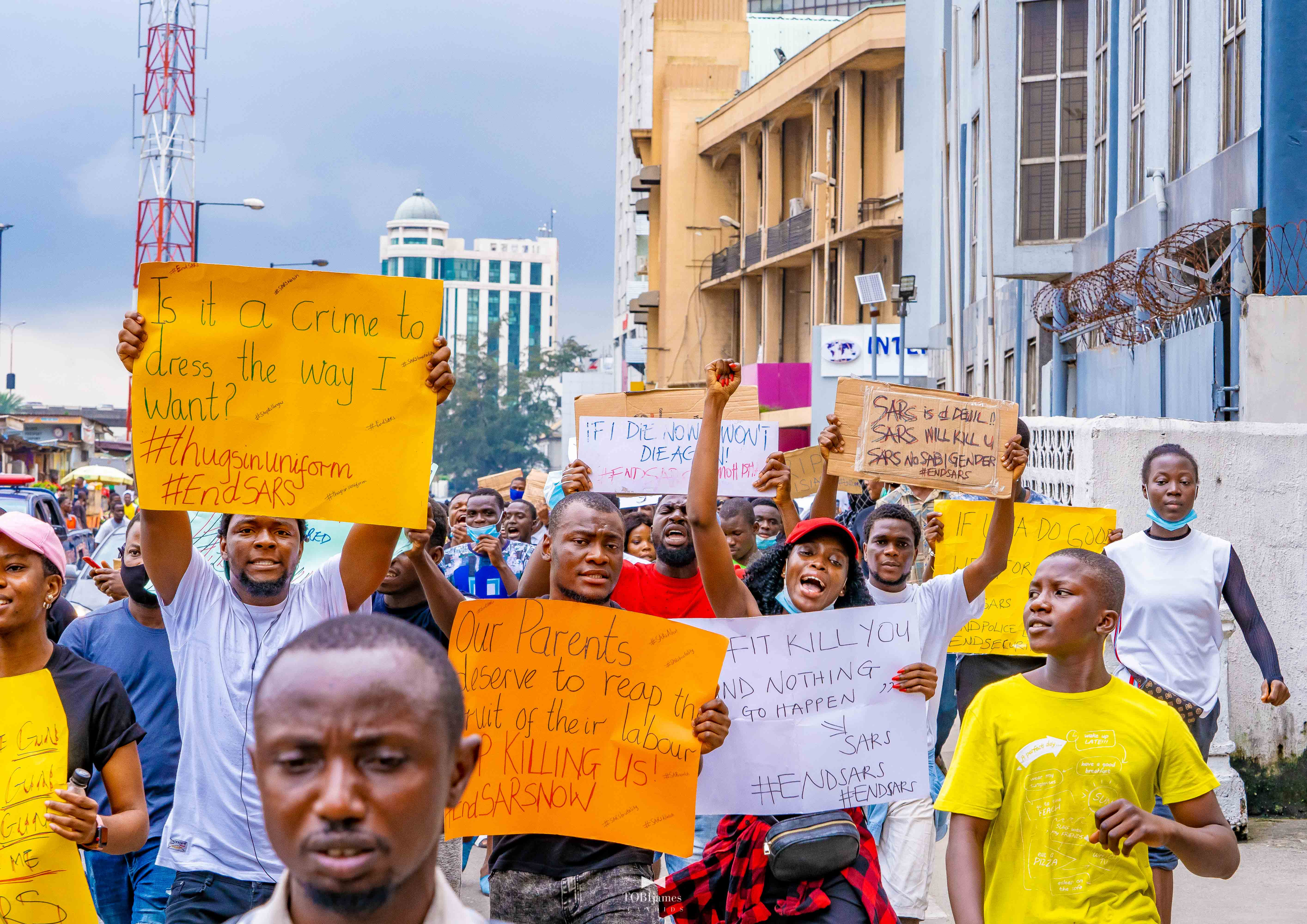
Een EndSARS-demonstratie eerder in oktober 2020.

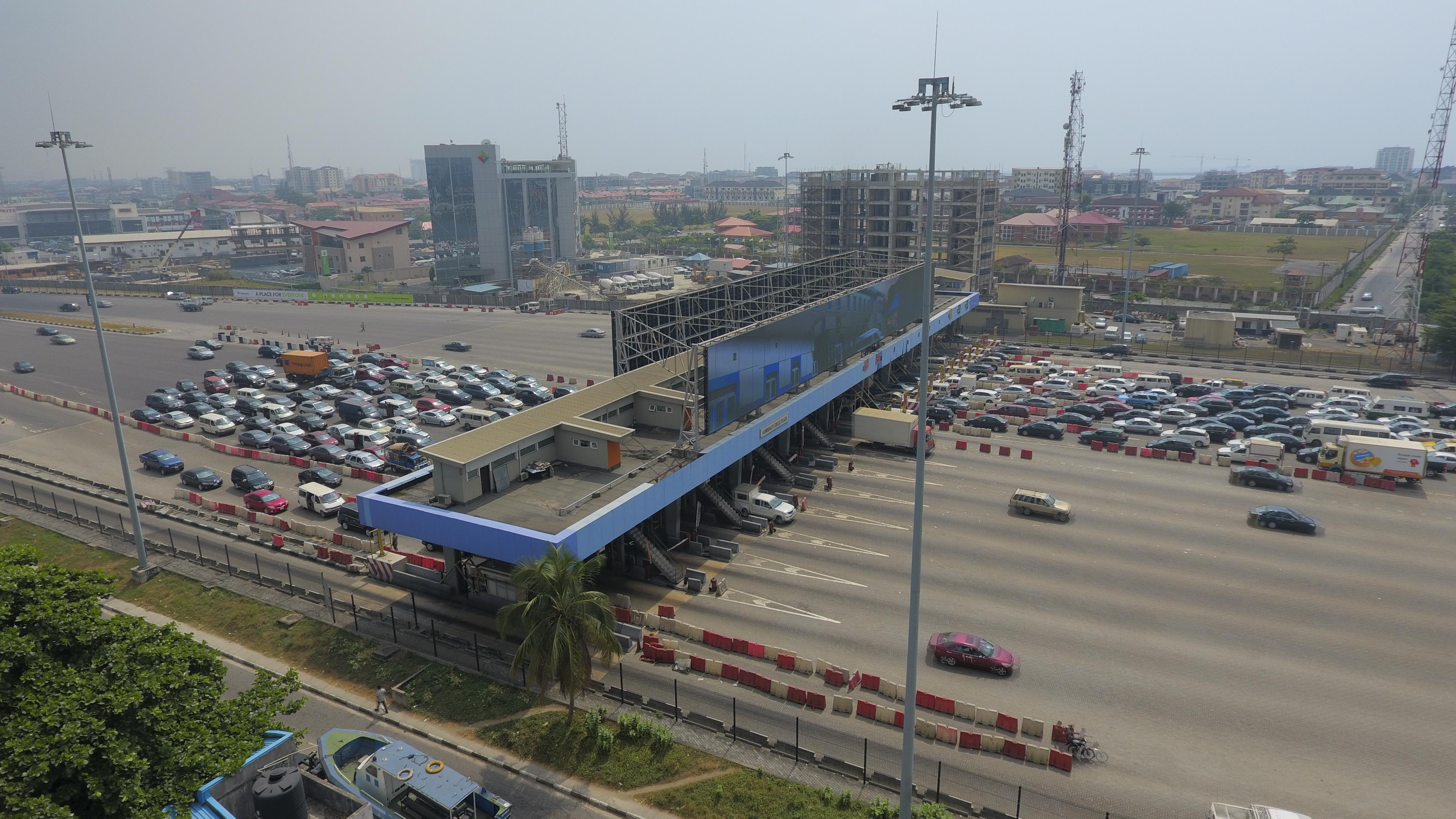
De tolpoort in Lekki in 2018.

De schietpartij in de wijk Lekki in Lagos (Nigeria) in 2020 was een dieptepunt in de demonstraties tegen politiegeweld. Inwoners van Nigeria protesteerden tegen geweld van de Nigeriaanse politie en riepen op tot ingrijpende hervormingen bij de politie, vooral met betrekking tot de Special Anti-Robbery Squad (SARS, Engels voor 'speciale anti-berovings-eenheid). De protesten werden kortweg aangeduid als 'EndSARS' (Engels voor 'beëindig SARS'). Op sociale media als Twitter werd de hashtag #EndSARS gebruikt. De EndSARS-campagne op sociale media begon in 2016.
De wekenlange protesten, die internationale aandacht kregen, mondden uit in het controversiële neerschieten van demonstranten op 20 oktober 2020 bij een van de verzamelpunten, de Lekki Tollgate, een tolpoort bij een snelweg in de wijk Lekki in Lagos.
Na het incident liepen de schattingen over het aantal slachtoffers sterk uiteen. De door de regering van de deelstaat Lagos ingestelde gerechtelijke onderzoekscommissie naar het schietincident concludeerde in haar rapport van november 2021 dat de schietpartij negen mensen direct het leven heeft gekost, en dat van nog eens vier wordt aangenomen dat ze de schietpartij niet hebben overleefd. 33 mensen zijn gewond geraakt of mishandeld tijdens het incident. De nationale regering van Nigeria verwierp het eindrapport van de commissie.

## Schietincident op 20 oktober
Op de dag van de schietpartij, 20 oktober 2020, stelde de regering in Lagos een avondklok in voor de hele stad vanaf vier uur 's middags vanwege aanhoudende onrusten en de al twee weken durende demonstraties in de stad. Die ochtend nog werden op twee politiebureaus in de staat agenten aangevallen. De maatregel werd dezelfde middag rond een uur aangekondigd via sociale media.
De ongewapende EndSARS-demonstranten hadden zich, net als in de voorgaande weken, verzameld bij 'tolpoort Lekki' en blokkeerden daarmee de tolpoort en snelweg. Gewapende militairen omsingelden de groep, maar enkele dagen ervoor ging een bericht op sociale media rond dat demonstranten in de protesten veilig zouden zijn als ze het volkslied zongen en met de Nigeriaanse vlag zwaaiden. Verschillende demonstranten zongen het Nigeriaanse volkslied en zwaaiden met de Nigeriaanse vlag terwijl anderen met dichtgevouwen armen op de snelweg zaten. Op videobeelden is te zien hoe de militaire politie zich rondom de tolpoort had opgesteld en het vuur op de demonstranten opende. Plunderingen, vernielingen en onrust volgden door de hele stad. Er was geweervuur te horen en na de schietpartij woedden er branden op verschillende plekken. Een paar uur na de schietpartij bezocht de gouverneur van de staat Lagos, Babajide Sanwo-olu, de gewonde slachtoffers in ziekenhuizen. In een verklaring op Twitter schreef hij de schietpartij toe aan 'krachten buiten onze directe controle'.
Het Nigeriaanse leger ontkende in eerste instantie elke betrokkenheid bij de schietpartij, maar verklaarde later dat het op bevel van de gouverneur van Lagos soldaten naar de tolpoort had gestuurd. Een maand na de schietpartij, na een CNN-documentaire, gaf de leiding van het Nigeriaanse leger na weken van ontkenning toe dat militairen waren ingezet, en dat de soldaten zowel met losse flodders als met scherp hadden schoten, maar verklaarde niet wie dit bevel had gegeven. Deze verklaring kwam na weken van ontkenningen door het Nigeriaanse leger dat soldaten waren ingezet bij 'tolpoort Lekki' in de nacht van de schietpartij. Getuigen verklaarden eerder ook dat het leger ambulances niet toestond om hulp te verlenen of om de lichamen van de overledenen van de plaats van de schietpartij weg te halen.
Daags na de schietpartij liepen de schattingen van het aantal slachtoffers uiteen van enkele gewonden tot tientallen of zelfs over de honderd. Amnesty International schatte de volgende dag dat tijdens de schietpartij minstens twaalf demonstranten zijn omgekomen. De gouverneur van Lagos, Sanwo-olu, ontkende aanvankelijk berichten over verlies van levens, maar zei later in een interview met een CNN-journalist op 26 oktober dat "slechts twee personen waren gedood".
In oktober 2023 zei de politiecommissaris van Laos bij de herdenkingsmars dat de militaire politie in 2020 aanwezig was geweest bij de demonstratie om de veiligheid van de demonstranten te waarborgen.

### Bewakingscamera's en mobiele netwerken buiten werking
Volgens Amnesty International zouden kort voor de schietpartij CCTV-camera's van de tolpoort zijn verwijderd. De regering van de deelstaat Lagos zei dat dit lasercamera's waren en geen CCTV-camera's, zoals eerder op sociale media werd gesteld. Ook werd de elektriciteitsvoorziening van de verlichting naar de tolpoort uitgeschakeld en werden de reclameborden uitgeschakeld, die eigendom zijn van en worden onderhouden door Loatsad Media. Loatsad Media verklaarde: "Toen de avondklok op dinsdag [20 oktober] werd aangekondigd, hebben we gehoor gegeven aan de waarschuwingen van de gouverneur en wilden we niet dat ons personeel in enig gevaar zou komen. Om 15 uur kreeg ons personeel het bevel het terrein te verlaten en werd de bediening uitgeschakeld vanwege het verzoek om de avondklok van de gouverneur." Mobiele telefoondiensten MTN en Airtel ondervonden storingen tijdens de protesten. MTN Nigeria verontschuldigde zich later die avond voor het verlies van berichtgeving ten tijde van de schietpartij. Op 21 oktober bracht de Association of Licensed Telecommunications Operators of Nigeria (ALTON) een verklaring vrij waarin werd uitgelegd dat de netwerkuitval tijdens de demonstratie het gevolg was van schade aan glasvezelkabels op belangrijke routes in de stad, wat leidde tot overbelasting en slechte netwerkdiensten.

### Livestreams via sociale media
De populaire Nigeriaanse DJ Switch zond de schietpartij en de nasleep rechtstreeks uit via een 'livestream' op Instagram. In de video proberen omstanders een kogel uit het been van een neergeschoten man te verwijderen, waarbij ze een Nigeriaanse vlag om zijn been binden. Hoewel er in de nasleep van de schietpartij veel andere video's en beelden van ooggetuigen opdoken, zou deze livestream het doorslaggevende bewijs van de schietpartij worden. In een video gemaakt op 23 oktober verduidelijkte de DJ dat ze getuige was van het neerschieten van zeven mensen op het moment dat ze 'livestreamde'. Ze zei dat gewapende soldaten en politieagenten in de nacht van 20 oktober op haar en andere vreedzame EndSARS-demonstranten bij de tolpoort van Lekki schoten, onder wie officieren van de recent ontbonden SARS-eenheid. Ze zei ook dat het aantal doden was gestegen tot vijftien, maar dat ze geen kans kreeg om verder op te nemen, omdat de batterij van haar telefoon leeg was. Ze zei verder dat bij de schietpartijen minstens vijftien mensen omkwamen en dat zij en andere overlevenden de lichamen van de slachtoffers naar de soldaten brachten die ze vervolgens meenamen. Enige tijd na het schietincident heeft ze het land verlaten en is naar Canada vertrokken na doodsbedreigingen.

### Berichtgeving direct na het incident
SBM Intelligence, een in Lagos gevestigd risico-adviesbureau, schatte op basis van getuigen en hulpdiensten dat er op dinsdag 20 oktober in Nigeria ten minste zesenveertig mensen om het leven waren gekomen. In de uren na de schietpartij meldde People's Gazette, een lokale krant, dat het leger had geprobeerd negen lichamen aan de politie over te dragen. De politie weigerde medewerking.
The Wall Street Journal analyseerde verschillende filmfragmenten op sociale media en concludeerde dat de schietpartij in Lekki inderdaad heeft plaatsgevonden. In een gedetailleerd rapport van de Nigeriaanse krant Premium Times werden de gebeurtenissen vastgelegd die hebben geleid tot de schietpartij.

### Onlusten volgend op de schietpartij
De volgende dagen na de schietpartij in Lekki was er veel geweld door geweldplegers die geen banden hadden met het EndSARS-protest. Het plunderen van winkels, het in brand steken en vernielen van eigendommen van particulieren en de overheid in sommige delen van Lagos begon laat in de nacht van de schietpartij en duurde tot de volgende ochtend, toen militair personeel in de straten van Lagos opnieuw werd ingezet om de rust en orde te herstellen.

## Achtergronden

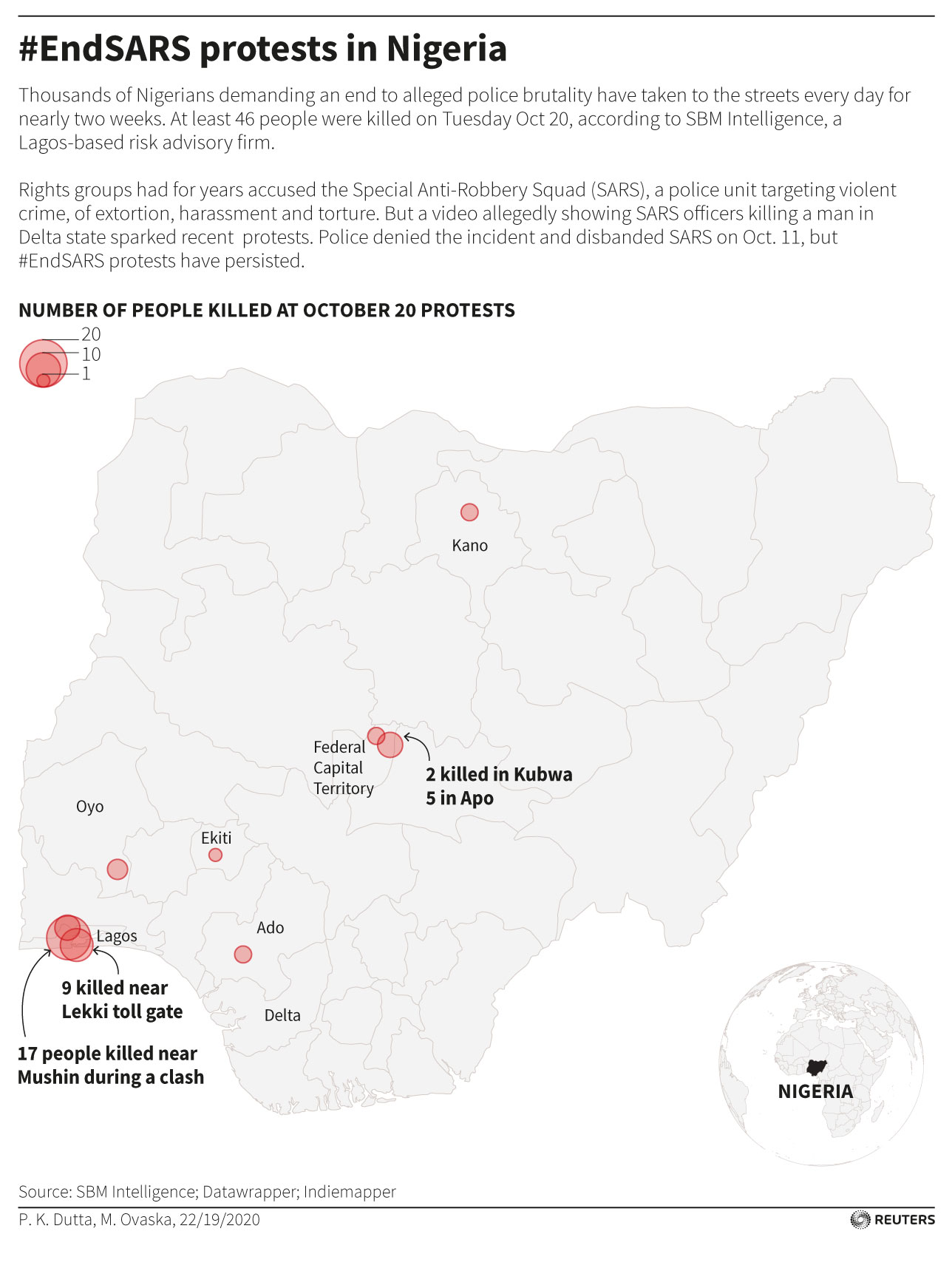
Grafiek van sterfgevallen in Nigeria op 20 oktober 2020 - Reuters.

### Eerdere incidenten van het Nigeriaanse leger
Sinds de terugkeer van het land naar een burgerregering in 1999 hebben soldaten eerder al ongewapende burgers gedood bij verschillende incidenten, waaronder: Odi, Zaki Biam, Baga, Zaria (2015), en Abonema.
Ook bij andere incidenten heeft het Nigeriaanse het vuur geopend en ongewapende burgers gedood, zoals bij de aanval in 2018 op sjiitische moslims die protesteerden tegen de gevangenneming van een geestelijke, waarbij 45 Nigerianen werden gedood. Ook werden op 25 juli 2014 drie zonen van sjeik El-Zakzaky vermoord, samen met ongeveer dertig volgelingen van de sjeik.

### EndSARS

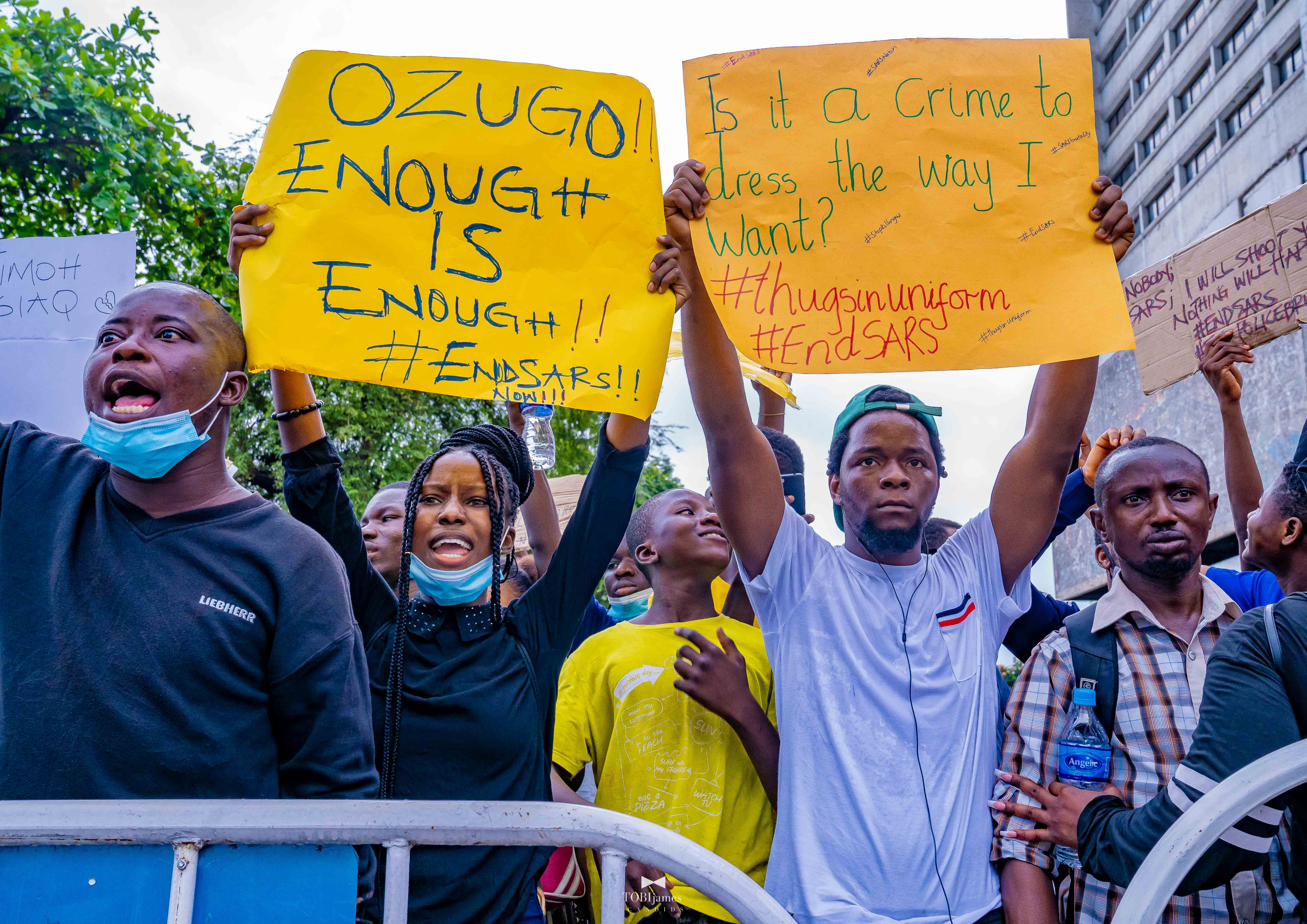
Demonstranten houden hun protestborden omhoog voor het Lagos State House

EndSARS ('stop SARS') is een gedecentraliseerde sociale beweging en een reeks massaprotesten tegen politiegeweld in Nigeria. De slogan roept op tot de ontbinding van de Special Anti-Robbery Squad (SARS).
In 2016 startte een mensenrechtenactivist, Segun Awosanya, in de volksmond bekend als Segalink, de EndSARS-campagne op sociale media, waarbij de politie ertoe werd aangezet een hervorming van de politie-eenheid in te zetten, maar er werd destijds niets bereikt. De protesten werden in 2017 populairder op Twitter, waarbij de hashtag '#EndSARS' werd gebruikt om van de Nigeriaanse regering te eisen de politie-eenheid te ontbinden en te hervormen.
Binnen een paar dagen na hernieuwde protesten in 2020 claimden sommigen de overwinning toen de Nigeriaanse politie op zondag 11 oktober 2020 aankondigde SARS te zullen ontbinden. Velen merkten echter op dat soortgelijke beloften de afgelopen jaren al eerder waren gedaan en dat de regering van plan was om SARS-officieren opnieuw aan te stellen en in dienst te nemen bij medische centra in plaats van ze te ontslaan. De schietpartij bij de tolpoort in Lekki maakte een abrupt einde aan de activiteiten van de protestbeweging.

## CNN-documentaire
Op 18 november 2020, een maand na het incident, zond televisiezender CNN een zes minuten durende documentaire uit over de schietpartij. Deze toonde geolokaliseerde foto's van slachtoffers en ooggetuigenverslagen, evenals de families van de slachtoffers, naast geverifieerde video's van sociale media met tijdstempels, en gegevens uit de videobestanden van de schietpartij. Uit de documentaire bleek ook dat CNN in samenwerking met het Balkan Investigative Reporting Network kon vaststellen dat verschillende kogelhulzen uit de Lekki-tolpoort afkomstig waren uit Servië, van waaruit Nigeria tussen 2005 en 2016 elk jaar kogels importeerde. CNN zei dat de Nigeriaanse autoriteiten in eerste instantie weigerden commentaar te geven toen er contact met hen werd opgenomen voor toelichting. De documentaire leidde opnieuw tot een golf van verontwaardiging, dit keer vooral tegen het steeds veranderende verhaal van de Nigeriaanse autoriteiten in het licht van nieuw bewijs. Het Nigeriaanse leger benadrukte in een reactie dat de militairen 'professioneel waren in hun gedrag' en de regels niet zouden hebben overtreden. De Nigeriaanse minister van Informatie, Lai Mohammed, beschuldigde CNN van 'onverantwoordelijke journalistiek' en beschreef de documentaire als het product van nepnieuws en desinformatie.
Op 24 november 2020 heeft CNN, als onderdeel van het onderzoek naar de schietpartij, alsnog de CCTV-beelden verkregen en vrijgegeven van bewakingscamera's van de overheid die uitkeken op de tolpoort. Deze beelden zijn gepresenteerd aan de onderzoekscommissie van de rechterlijke macht van Lagos die het politiegeweld, het misbruik van het opgeheven SARS en de schietpartij bij de tolpoort onderzocht. De camerabeelden en andere videomateriaal van de plek tonen soldaten die vanaf beide kanten van de tolpoort op demonstranten schoten. De camerabeelden stopten rond 20.00 uur omdat de CCTV uitviel, ogenschijnlijk om de schietpartij te dekken; hiermee werd een eerdere getuigenis van de Lekki Concession Company aan het team bevestigd. Hoewel er geen tegenbewijs werd geleverd, bleven de Nigeriaanse autoriteiten ontkennen dat soldaten op demonstranten zouden hebben geschoten.

## Slachtoffers
In een rapport van 21 oktober stelde Amnesty International dat minstens twaalf demonstranten werden gedood bij wat de organisatie omschrijft als "buitengerechtelijke executies". Een voormalige medewerker van Etisalat Telecommunications Company (nu 9Mobile) zou een van de slachtoffers zijn. In haar getuigenis in april en mei 2021 voor de onderzoekscommissie verklaarde een getuige dat volgens haar schatting, deels gebaseerd op videobewijs, minstens 10 mensen stierven tijdens de schietpartij. Volgens de Premium Times-rapportage konden de medewerkers van deze krant in de video's vijf lichamen tellen met veel extra verwondingen.
Op 23 juli 2023 gaf Sanwo-Olu zijn goedkeuring voor een massabegrafenis van 103 lichamen van mensen die omkwamen tijdens de EndSARS-demonstraties in Lagos. Amnesty International riep op om de lichamen van de 103 slachtoffers voor de begrafenis te identificeren nadat op sociale media onrust ontstond over de opdracht, een oproep waar demonstranten en supporters zich in de dagen erna bij aansloten. De overheid verklaarde dat niet alle 103 personen omgekomen waren bij de schietpartij op 20 oktober, maar 99 van hen ook bij de EndSARS-demonstraties elders in de staat, en dat het ging om lichamen die 3 jaar later nog steeds in de mortuaria lagen.

## Gerechtelijke onderzoekscommissie
Op 26 oktober 2020 richtte de regering van de deelstaat Lagos een gerechtelijke onderzoekscommissie op om de gebeurtenissen tijdens de EndSARS-protesten te onderzoeken en vast te stellen wie demonstranten neerschoot, wie geraakt werden, hoeveel schadevergoeding slachtoffers zouden moeten krijgen en wie er vervolgd zou moeten worden. De uit acht leden bestaande commissie werd geleid door Doris Okuwobi, een gepensioneerde rechter. De leden van het team waren de gepensioneerde plaatsvervangend inspecteur-generaal van politie Fredrick Taiwo Lakanu, een advocaat. De heer Ebun-Olu Adegboruwa SAN en mevrouw Patience Patrick Udoh, beide praktiserende advocaten in Lagos, werden benoemd als vertegenwoordigers van het maatschappelijk middenveld. Segun Awosanya (Segalink), een van de initiatiefnemers van de EndSARS-campagne, werd benoemd tot commissielid dat mensenrechtenactivisten vertegenwoordigde. De heer Lucas Koyejo werd aangesteld als vertegenwoordiger van de Nationale Mensenrechtencommissie en mevrouw Toyin Odunsanya, die later rechter werd bij het Hooggerechtshof van Lagos, werd door de deelstaatregering van Lagos benoemd vanuit het directoraat Burgerrechten, het Ministerie van Justitie van Lagos, Rinu Oduala en Majekodunmi Temitope zijn vertegenwoordigers van de jeugd.
Tijdens een bezoek aan de plaats van de schietpartij bij 'tolpoort Lekki' vond de commissie gebruikte kogelhulzen. De onderzoekscommissie werd meer dan een half uur lang de toegang ontzegd tot een militair hospitaal waar vermoedelijk de lichamen van de slachtoffers lagen. Toen de commissie eindelijk toegang kreeg tot de faciliteit, bleek deze te worden gerenoveerd en leeg te zijn.
Brigadegeneraal Ahmed Taiwo, commandant van de 81ste militaire inlichtingenbrigade, getuigde voor de commissie dat het Nigeriaanse leger was opgeroepen om in te grijpen door gouverneur Sanwo-Olu. Taiwo voegde eraan toe dat Sanwo-Olu de stafchef van het leger en de General Officer Commanding (GOC) van de van de 81ste divisie had gebeld en beweerde dat de politie "overrompeld" was. Op 30 november 2020 gaf het Nigeriaanse leger toe dat de soldaten tijdens de demonstratie bewapend waren en de opdracht hadden om met scherp te schieten.
De commissie schakelde Sentinel Forensics in voor een forensische analyse van het bewijsmateriaal dat was ingediend door het Nigeriaanse leger; de kogelhulzen die door het team op de plaats delict werden gevonden en de beelden van de CCTV bij de tolpoort. Volgens Sentinel Forensics toonde het bewijsmateriaal aan dat de politie en de legerofficieren op de demonstranten bleven schieten, zelfs toen deze wegrenden. De commissie concludeerde in haar eindrapport in november 2021 dat negen mensen omkwamen en dat van nog eens vier kon worden aangenomen dat ze de schietpartij niet hebben overleefd. 33 mensen zijn gewond geraakt of mishandeld tijdens het incident..
De Nigeriaanse regering verwierp het rapport, waarbij Lai Mohammed de reacties in de media op de schietpartij toeschreef als "de triomf van nepnieuws en de intimidatie van een zwijgende meerderheid door een luidruchtige lynchmenigte".

## Nationale en internationale reacties

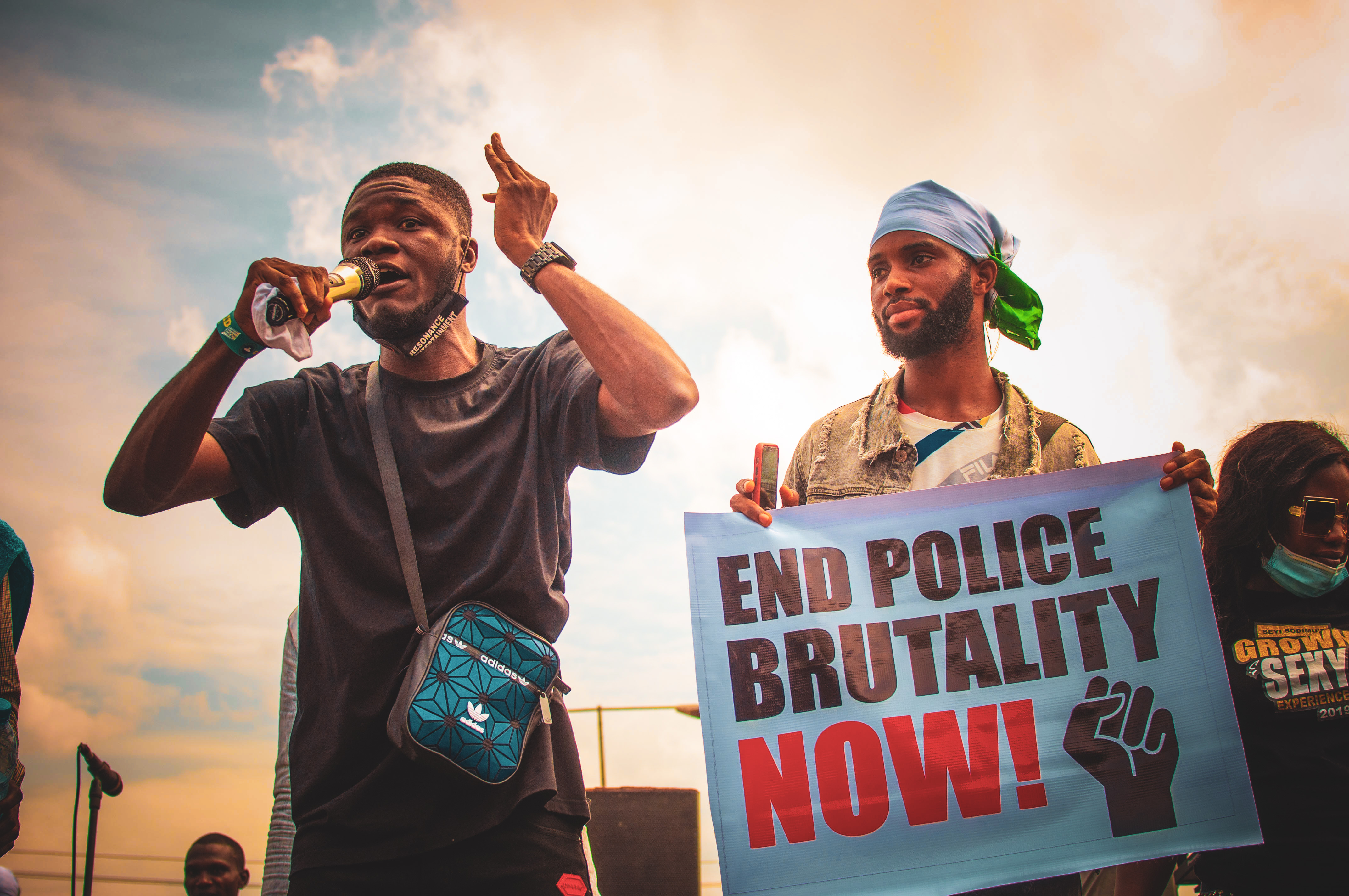
"Stop politiegeweld, NU!" bij een demonstratie op 17 oktober 2020

De Amerikaanse presidentskandidaat Joe Biden riep de dag na het incident de Nigeriaanse regering op om het 'gewelddadige optreden tegen demonstranten' te staken. De voormalige Amerikaanse minister van Buitenlandse Zaken Hillary Clinton schreef op Twitter dat de Nigeriaanse autoriteiten "moeten stoppen met het vermoorden van jonge EndSARS-demonstranten".
De Hoge Commissaris voor de Mensenrechten van de Verenigde Naties, Michelle Bachelet, verklaarde: "Er bestaat weinig twijfel over dat dit een geval was van buitensporig gebruik van geweld, resulterend in onwettige moordpartijen door de Nigeriaanse strijdkrachten". VN-secretaris-generaal António Guterres zei dat het recht van Nigerianen "om vreedzaam te protesteren moet worden gegarandeerd" en dat "het politiegeweld moet stoppen, en dat degenen die verantwoordelijk zijn voor daden van dergelijk dramatisch geweld ter verantwoording moeten worden geroepen".
Het geweld werd ook veroordeeld door de voorzitter van de Commissie van de Afrikaanse Unie. De Britse minister van Buitenlandse Zaken Dominic Raab uitte zijn diepe bezorgdheid over de berichten over burgerdoden en riep op tot een einde aan het geweld.
De Nigeriaanse internationale voetballer Odion Ighalo zei dat hij zich schaamde voor de Nigeriaanse regering en ook leden van het Nigeriaanse vrouwenvoetbalelftal, waaronder Ngozi Okobi-Okeoghene veroordeelden het bloedbad.
Uit solidariteit en om zijn respect te betuigen aan de "gevallen helden", bracht de Nigeriaanse muzikant Burna Boy een lied uit met de titel 20:10:20, ter nagedachtenis aan de dag van het bloedbad in Lekki.

### DJ Switch
Op 9 november 2020, 20 dagen na de schietpartij, kreeg de diskjockey DJ Switch, die landelijke bekendheid verwierf met haar livestream van de schietpartij, asielrecht in Canada na meerdere doodsbedreigingen, terwijl haar goede vriend Salami Eric Adomokhar naar verluidt nog steeds vermist werd. Volgens onbevestigde berichten zou ze haar relaas hebben gedaan tegenover de subcommissie Internationale Mensenrechten van de commissie voor Buitenlandse Zaken en Internationale Ontwikkeling van het Canadese parlement.

### EndSARS herdinkingsprotest
In de nasleep van het EndSARS-protest kondigden EndSARS-activisten aan dat er een gedenkteken zou komen ter herdenking van de Lekki-schietpartij. Op 13 februari 2021 werden bij de locatie van het schietincident minstens zes demonstranten geslagen en dertien anderen gearresteerd. Op 19 oktober 2021 kondigden de artiesten Mr Macaroni en Falz aan dat er een protest zou plaatsvinden in voertuigen, als reactie op de boodschap van de staatspolitie van Lagos die elke vorm van protest en herdenking verbood. De protesten in 2021 vonden desondanks plaats in onder meer Lagos, Abuja en Port Harcourt. In 2022 vonden er op 20 oktober herdenkingsprotesten plaats rondom 'tolpoort Lekki, waarbij de politie de demonstranten met traangas uit elkaar dreef.

### Documentaire in 2023
In oktober 2023 werd de documentaire October 2020 over de schietpartij uitgebracht door de Tiger Eye Foundation, een non-profit-organisatie voor onderzoeksjournalistiek in Afrika.